# 14600 Gainsbourg
14600 Gainsbourg este o planetă minoră (asteroid) din centura de asteroizi. A fost descoperită pe 21 septembrie 1998 la Observatorul La Silla de Eric Walter Elst și a fost numită după Serge Gainsbourg. 
Obiectul prezintă o orbită caracterizată de o semiaxă mare de 2,6073173 UAi, o excentricitate de 0,21, o înclinație de 4,52335 ° în raport cu ecliptica.